# Dichagyris multicuspis
Dichagyris multicuspis là một loài bướm đêm thuộc họ Noctuidae. It is found miền nam Urals, Armenia, miền trung Asia, Turkestan, the Tien-Shan Mountains, Korla, Thổ Nhĩ Kỳ, Afghanistan, miền tây Trung Quốc và Mông Cổ.
Sải cánh dài khoảng 37 mm.

## Hình ảnh

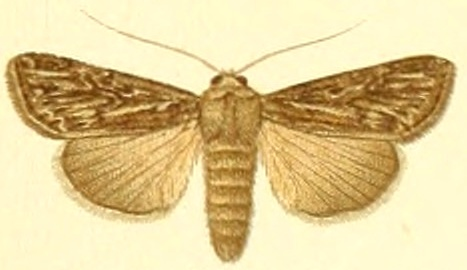
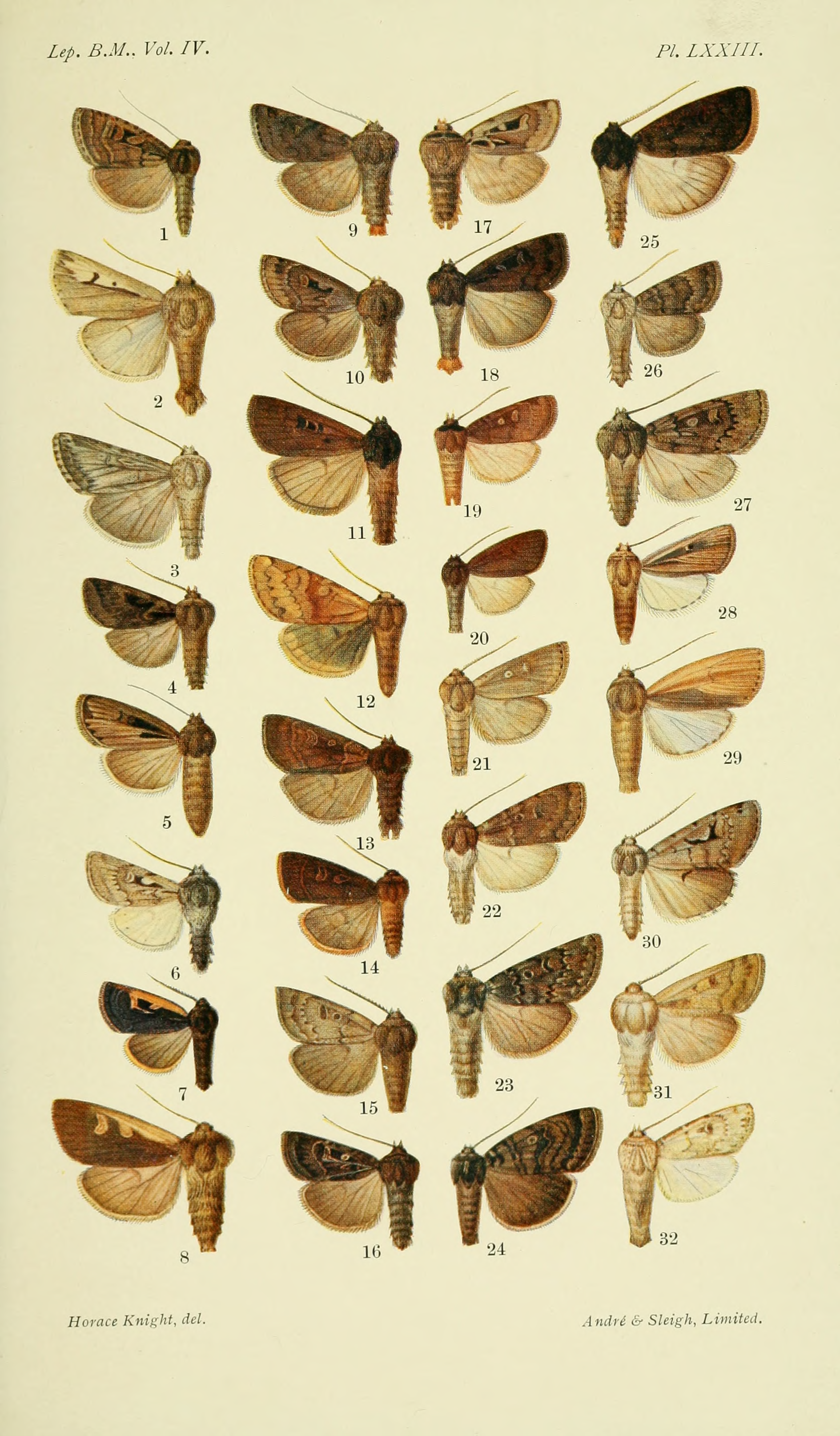

## Phụ loài
- Dichagyris multicuspis multicuspis
- Dichagyris multicuspis aequicuspis